# Sotoplacidae
Sotoplacidae is een familie van kreeftachtigen uit de klasse van de Malacostraca (hogere kreeftachtigen).

## Geslacht
- Sotoplax Guinot, 1984